# Det brinner i mitt huvud
Det brinner i mitt huvud är en ungdomsbok skriven av Camilla Lagerqvist år 2009.
Boken handlar om 15-åriga Daniel som ska utredas för ADHD. Daniel hamnar ofta i bråk och har svårt att koncentrera sig.